# Académie africaine des langues
L'Académie africaine des langues (ACALAN) est une institution spécialisée de l'Union africaine. Elle a été créée en 2001.
Elle a pour objectifs fondamentaux, selon ses statuts (chapitre 3) :
- la promotion des langues en Afrique ;
- la promotion des langues transfrontalières ;
- la promotion des langues transfrontalières véhiculaires ;
- le renforcement de la coopération entre les États africains en matière de langues africaines ;
- la promotion des langues africaines à tous les niveaux d’éducation ;
- la promotion des langues africaines au niveau international ;
- l’analyse de la politique des langues en Afrique ;
- la promotion d’une culture scientifique et démocratique fondée sur l’usage des langues africaines ;
- le développement économique, social et culturel harmonieux des États membres basé sur les langues africaines et en relation avec les langues partenaires ;
- l’utilisation des langues africaines en tant que facteurs d’intégration, de solidarité, de respect des valeurs et de compréhension mutuelle afin de promouvoir la paix et de prévenir les conflits ;
- la promotion des organisations de Langues nationales sur le Continent.

L'Académie a son siège à Bamako au Mali.
Son secrétaire exécutif est le Mozambicain Francisco Sozinho Matsinhe, qui a succédé en 2009 au Malien Adama Samassékou.
Elle a pour partenaires l'UNESCO, l'Organisation internationale de la francophonie, l'Union académique internationale, la Coopération Suisse.